# Алексіс Антунес
Алексіс Антунес (нім. Alexis Antunes, нар. 31 липня 2000, Женева) — швейцарський футболіст, півзахисник клубу «Серветт».

## Клубна кар'єра
Народився 31 липня 2000 року в місті Женева. Антунес розпочав займатись футболом в невеликих клубах «Шампель» та «Етуаль Каруж», перш ніж у 2013 році перейти до молодіжної команди «Серветт». З сезону 2017/18 року став грати за резервну команду, а 24 лютого 2018 року дебютував у першій команді в переможному матчі Челендж-ліги проти «Аарау» (4:0), вийшовши на заміну замість Себастьєна Вютріха на 75-й хвилині. Загалом в основній команді рідного клубу провів два сезони, взявши участь у 14 матчах другого чемпіонату Швейцарії. 
2 вересня 2019 року для отримання ігрової практики Антунеса було віддано в оренду на один сезон у «К'яссо». У складі «К'яссо» був одним з головних бомбардирів команди з К'яссо, маючи середню результативність на рівні 0,35 гола за гру першості.
Після закінчення оренди перед сезоном 2020/21 Антунес повернувся до «Серветта», який вже виступав у вищому дивізіоні. Цього разу Алексісу вдалося закріпитись у рідній команді, з якою він 2024 року став володарем Кубка Швейцарії. Станом на 15 червня 2025 року відіграв за женевську команду 135 матчів у національному чемпіонаті.

## Виступи за збірні
2014 року дебютував у складі юнацької збірної Швейцарії (U-15) і згодом грав за усі інші юнацькі команди до 20 років включно Загалом на юнацькому рівні взяв участь у 23 іграх, відзначившись 3 забитими голами.
Протягом 2020–2021 років залучався до складу молодіжної збірної Швейцарії. На молодіжному рівні зіграв у 3 офіційних матчах.

## Статистика виступів

### Статистика клубних виступів
Станом на 31 серпня 2021
| Сезон             | Команда           | Чемпіонат         | Чемпіонат | Чемпіонат | Національний кубок | Національний кубок | Національний кубок | Континентальні кубки | Континентальні кубки | Континентальні кубки | Інші змагання | Інші змагання | Інші змагання | Усього | Усього |
| Сезон             | Команда           | Ліга              | Ігор      | Голів     | Ліга               | Ігор               | Голів              | Ліга                 | Ігор                 | Голів                | Ліга          | Ігор          | Голів         | Ігор   | Голів  |
| ----------------- | ----------------- | ----------------- | --------- | --------- | ------------------ | ------------------ | ------------------ | -------------------- | -------------------- | -------------------- | ------------- | ------------- | ------------- | ------ | ------ |
| 2017–18           | «Серветт»         | ЧЛ                | 7         | 0         | КШ                 | 0                  | 0                  |                      | -                    | -                    |               | -             | -             | 7      | 0      |
| 2018–19           | «Серветт»         | ЧЛ                | 7         | 1         | КШ                 | 1                  | 1                  |                      | -                    | -                    |               | -             | -             | 8      | 2      |
| 2019–20           | «К'яссо»          | ЧЛ                | 20        | 7         | КШ                 | 0                  | 0                  |                      | -                    | -                    |               | -             | -             | 20     | 7      |
| 2020–21           | «Серветт»         | СЛ                | 14        | 0         | КШ                 | 0                  | 0                  | ЛЄ                   | 1                    | 1                    |               | -             | -             | 15     | 1      |
| 2021–22           | «Серветт»         | СЛ                | 11        | 1         | КШ                 | 1                  | 3                  | ЛК                   | 2                    | 0                    |               | -             | -             | 14     | 4      |
| Усього за кар'єру | Усього за кар'єру | Усього за кар'єру | 59        | 9         |                    | 2                  | 4                  |                      | 3                    | 1                    |               | -             | -             | 64     | 14     |

## Титули і досягнення
- Володар Кубка Швейцарії (1):

«Серветт»: 2023/24